# First Sessions
First Sessions es un EP de la cantante Norah Jones, lanzado el año 2001. Fue una edición limitada de aproximadamente 10 000 copias, y actualmente es buscado entre los fanáticos porque contiene 2 temas que no han aparecido en ningún disco aún: "Something Is Calling You" y una versión del maestro de jazz Horace Silver, "Peace". Estos temas se pueden obtener mediante la compra de la edición Deluxe del disco Come away with me, lanzado en el 2010 en la iTunes Music Store, sin embargo, únicamente ""Something is Calling You"" aparece en la versión original.

## Listado de canciones
1. "Don't Know Why" (Harris) – 3:11
2. "Come Away with Me" (Jones) – 3:06
3. "Something Is Calling You" (Harris) – 3:25
4. "Turn Me On" (Loudermilk) – 2:37
5. "Lonestar" (Alexander) – 3:07
6. "Peace" (Silver) – 3:51

## Músicos
- Norah Jones - piano, vocalista
- Lee Alexander - bajo
- Jesse Harris - guitarra
- Dan Reiser - batería
- Adam Rogers - guitarra
- Tony Scherr - guitarra

## Producción
- Ingeniería: Jay Newland
- Mezclado: Jay Newland

- Datos: Q528495